# فرودگاه بین‌المللی آنگل الباینوو کورزو
فرودگاه بین‌المللی آنگل الباینوو کورزو (به انگلیسی: Ángel Albino Corzo International Airport) (به زبان بومی: Aeropuerto Internacional Ángel Albino Corzo) یک فرودگاه همگانی بهره‌برداری هوایی با کد یاتا TGZ است که یک باند فرود بتن دارد و طول باند آن ۲۵۰۰ متر است. این فرودگاه در شهر توکسلا گوتیرس، چیاپاس کشور مکزیک قرار دارد و در ارتفاع ۴۵۷ متری از سطح دریا واقع شده است.